# Convention sur la protection et l'utilisation des cours d'eau transfrontières et des lacs internationaux
La Convention sur la protection et l'utilisation des cours d'eau transfrontières et des lacs internationaux, également connue sous le nom de Convention sur l'eau, est un accord environnemental international et l'un des cinq traités environnementaux négociés par Commission économique pour l'Europe des Nations Unies. L’objectif de cette Convention est d’améliorer les initiatives et mesures nationales de protection et de gestion des eaux de surface et des eaux souterraines transfrontières. Au niveau international, les Parties sont tenues de coopérer et de créer des organes communs. La Convention comprend des dispositions sur : la surveillance, la recherche, le développement, les consultations, les systèmes d’alerte et d’alarme, l’assistance mutuelle et l’accès ainsi que l’échange d’informations.
Elle a été ouverte à la signature à Helsinki le 17 mars 1992 et est entrée en vigueur le 6 octobre 1996. En mars 2025, elle avait été ratifiée par 55 parties, dont 54 États et l’Union européenne. Elle a été signée mais pas ratifiée par le Royaume-Uni.

## La Convention
Certains des problèmes liés à l’eau auxquels la CÉE-ONU est confrontée concernent la quantité et la qualité de l’eau, le stress hydrique élevé et la surexploitation des ressources en eau, l’augmentation des sécheresses et des inondations, la contamination de l’eau entraînant des maladies liées à l’eau, etc. Ces problèmes sont encore plus difficiles à résoudre en raison de la nature transfrontalière des sources d’eau dans la région de la CEE-ONU. Plus de 150 grands fleuves et 50 grands lacs sont partagés ou situés le long des frontières de deux ou plusieurs pays.
La Convention sur l'eau aborde ses problèmes de manière holistique, en soulignant également l'importance des écosystèmes, des sociétés humaines et des économies, et en insistant sur la gestion intégrée de l'eau au lieu de se concentrer auparavant sur des problèmes localisés spécifiques.
En 2003, la Convention sur l’eau a été modifiée, permettant aux pays situés en dehors de la région de la CÉE-ONU d’adhérer à la convention et de bénéficier ainsi de son cadre juridique et de son expérience ; l’amendement est entré en vigueur en 2013. Ceci est particulièrement bénéfique pour les pays limitrophes de la région de la CEE-ONU.

### Histoire des accords internationaux concernant les eaux transfrontalières
Selon la CÉE-ONU, les accords relatifs aux eaux transfrontières antérieurs à la Convention sur l'eau sont :
- en 1858, l'Autriche et la Bavière ont signé un accord concernant la régulation et la gestion de la rivière Inn
- en 1863, la Belgique et les Pays-Bas ont signé un traité concernant la réglementation de l'approvisionnement en eau de la Meuse
- en 1890, l'Allemagne et la Suisse ont signé un accord concernant la centrale hydroélectrique de Rheinfelden
- de 1909 date le premier accord, toujours en vigueur, portant à la fois sur les questions de qualité et de quantité de l'eau et créant un organisme conjoint, entre le Royaume-Uni et les États-Unis d'Amérique concernant les eaux frontalières entre le Canada et les États-Unis

## Parties et signataires

### États parties
- Albanie
- Allemagne
- Autriche
- Azerbaïdjan
- Biélorussie
- Belgique
- Bosnie-Herzégovine
- Bulgarie
- Cameroun
- Tchad
- Côte d'Ivoire
- Croatie
- République tchèque
- Danemark
- Espagne
- Estonie
- Finlande
- France
- Gambie
- Ghana
- Grèce
- Guinée-Bissau
- Hongrie
- Italie
- Irak
- Kazakhstan
- Lettonie
- Liechtenstein
- Lituanie
- Luxembourg
- Moldavie
- Monténégro
- Namibie
- Pays-Bas
- Nigeria
- Macédoine du Nord
- Norvège
- Panama
- Pologne
- Portugal
- Roumanie
- Russie
- Sénégal
- Serbie
- Slovaquie
- Slovénie
- Suède
- Suisse
- Togo
- Turkménistan
- Ukraine
- Ouzbékistan
- Zambie
- Zimbabwe

### Partie non-étatique
Union européenne

### Signataire uniquement
Royaume-Uni

## Mise en œuvre
Lors de leur deuxième réunion, les Parties ont décidé d’aider les pays à créer des organes communs, comme l’exigent certaines stipulations de la Convention. Il a également été décidé de faciliter la coopération entre cette convention et d’autres conventions de la CÉE-ONU et d’examiner les difficultés qui surgissent lors de la mise en œuvre de la convention (pratiques administratives). Lors de la cinquième session de la réunion des Parties, un Guide de mise en œuvre de la convention a été adopté. Un guide propose des commentaires sur les stipulations et des exemples de bonnes pratiques. En outre, une évaluation a été réalisée pour montrer l’état actuel des eaux transfrontalières. La deuxième évaluation couvre plus de 140 rivières transfrontalières, 25 lacs transfrontaliers, environ 200 eaux souterraines transfrontalières et 25 sites Ramsar ou autres zones humides d’importance transfrontalière.

### Liste des organismes communs de l'Union européenne
- Commission internationale pour la protection du Danube (ICPDR)[7]
- Commission internationale du bassin de la Save[8]
- Commission internationale pour la protection de l'Elbe (IKSE)[9]
- Commission internationale pour le bassin de la Maas (ICBM)[10]
- Commission internationale pour la protection des Rhins[11]
- Commission internationale pour la protection de la Moselle et de la Sarre (IKSMS)[12]
- Commission internationale de protection pour le lac de Constance (IGKB)[13]
- Commission internationale pour la protection des lacs généraux[14]
- Commission internationale de l'Escaut (ISC)[15]
- Commission internationale pour la protection de l'Oder contre la pollution
- Commission interétatique pour la coordination de l'eau en Asie centrale[16]
- Commission de la République du Kazakhstan et de la République kirghize sur l'utilisation des installations de gestion des eaux de statut intergouvernemental sur les rivières Chu et Talas[17]

### Liste des organismes mixtes en Amérique du Nord
- Grands Lacs, fleuve Saint-Laurent et autres eaux transfrontalières partagées par le Canada et les États-Unis : Commission mixte internationale (CMI)[18]
- Commission des Grands Lacs (GLC)[19],

## Organes de la Convention

### Conférences des Parties
La Conférences des Parties est le principal organe directeur de la Convention sur l’eau qui examine sa mise en œuvre. Il est composé de toutes les Parties à la convention. D’autres signataires et États ainsi que des organisations non gouvernementales et intergouvernementales peuvent participer en tant qu’observateurs.

### Bureau
Le Bureau de la Conférences des Parties prend des dispositions pour développer davantage le plan de travail, l’adapter à l’évolution des circonstances et éviter la duplication des efforts avec les activités liées à l’eau d’autres organismes des Nations Unies et d’autres organisations internationales. Elle prend également des initiatives pour renforcer la mise en œuvre de la convention.

### Organes subsidiaires de la Conférence des Parties
Les deux groupes de travail collaborent étroitement dans le cadre d’une coopération sur un certain nombre d’activités conjointes. Ils tiennent une réunion ordinaire par an.
1. Groupe de travail sur la gestion intégrée des ressources en eau.Ce groupe se concentre sur les activités intersectorielles liées à la gestion intégrée des ressources en eau transfrontalières. Les activités visent à prévenir les dommages causés à l’environnement, à promouvoir l’approche écosystémique dans le cadre de la gestion intégrée des ressources en eau et à assurer la conservation et, éventuellement, la restauration des écosystèmes liés à l’eau. D’autres efforts comprennent la promotion du concept de paiement pour les services écosystémiques, la prévention de la pollution accidentelle de l’eau et l'adaptation au changement climatique dans le contexte transfrontalier, y compris la gestion des inondations et des sécheresses.
2. Groupe de travail sur la surveillance et l’évaluation. L’accent est mis sur l’établissement et la mise en œuvre de programmes conjoints de surveillance de l’état des eaux transfrontières, y compris les inondations et la dérive des glaces, ainsi que les impacts transfrontières. Ce groupe de travail prépare également des évaluations périodiques sur l’état des eaux transfrontières et des lacs internationaux dans la région de la CÉE-ONU. Elle encourage les Parties à s’informer mutuellement et à informer le grand public de toute situation critique susceptible d’avoir un impact transfrontière et à mettre à disposition les résultats des échantillonnages d’eau et d’effluents.

### Comité juridique
Le Comité juridique a été créé en novembre 2003 pour faciliter les questions juridiques liées aux travaux menés dans le cadre de la convention. Le Comité juridique a élaboré le Guide de mise en œuvre de la Convention, en collaboration avec le Groupe de travail sur la gestion intégrée des ressources en eau.

### Groupe de travail sur l'eau et le climat
Le groupe de travail est responsable des activités liées à l’adaptation au changement climatique, notamment la gestion des inondations et des sécheresses. En 2007-2009, ils ont préparé un Guide sur l’eau et l’adaptation au changement climatique qui fournit des recommandations aux gouvernements. Le groupe de travail met en œuvre les orientations à travers divers projets pilotes et une plateforme d’échange d’expériences.

### Groupe d'experts spécial conjoint sur l'eau et les accidents industriels
Ce groupe s'occupe de la prévention de la pollution accidentelle des eaux transfrontières.

### Centre international d'évaluation des ressources en eau
Le centre a été créé lors de la deuxième Conférence des Parties (Paris, mars 2000). Il sert d’organe opérationnel de la Convention et de ses dispositions.

### Comité de mise en œuvre
L’objectif du Comité de mise en œuvre est de faciliter, de promouvoir et de garantir la mise en œuvre, l’application et le respect de la Convention sur l’eau. Créé en novembre 2012, le comité se veut simple, non conflictuel, non accusatoire, transparent, solidaire et coopératif, s’appuyant sur l’esprit collaboratif de la convention.

## Protocoles à la Convention
Cette convention a été complétée par deux protocoles :

### Protocole sur l'eau et la santé
Ce protocole a été négocié en 1999. Il concerne les problèmes de maladies liées à l’eau dans la région de la CÉE-ONU, où une personne sur sept n’a pas accès à l’eau potable et à un assainissement adéquat. Par conséquent, cela entraîne des maladies telles que le choléra, la dysenterie bacillaire, les infections à coli, l'hépatite virale A et la typhoïde. La mise en œuvre de ce Protocole nécessite la fixation d’objectifs fermes : le processus de fixation d’objectifs consiste à analyser la situation nationale, à rationaliser et à harmoniser les responsabilités et les engagements en matière d’eau et de santé. Un État partie doit élaborer un plan réaliste d’amélioration. Ce processus permet de concentrer l’attention sur les services et les actions nécessaires. Certains des domaines de travail du Protocole sont : l'approvisionnement en eau à petite échelle, l'approvisionnement en eau et l'assainissement lors d'événements météorologiques extrêmes, la surveillance des maladies liées à l'eau, l'accès équitable à l'eau et à l'assainissement, etc.
Le Protocole sur l’eau et la santé est entré en vigueur en 2005. En 2013, elle a été ratifiée par 26 États européens.

### Protocole sur la responsabilité civile
Le Protocole sur la responsabilité civile pour les dommages et l'indemnisation des dommages causés par les effets transfrontières des accidents industriels sur les eaux transfrontières a été officiellement adapté lors de la Conférence ministérielle « Un environnement pour l'Europe » à Kyiv, en Ukraine, le 21 mai 2003. Elle a été initiée par une première session extraordinaire conjointe des Parties à la Convention sur l’eau et des Parties à la Convention sur les effets transfrontières des accidents industriels. Son objectif est de donner aux personnes affectées par l’impact transfrontalier des accidents industriels sur les cours d’eau internationaux (par exemple les pêcheurs ou les exploitants d’ouvrages hydrauliques en aval) un droit légal à une indemnisation adéquate et rapide.
Les limites financières de responsabilité ainsi que le montant minimum des garanties financières ont été convenus par tous les acteurs de la négociation, y compris le secteur des assurances, et sont donc réalistes et appropriés. En 2013, le Protocole n’a été ratifié que par la Hongrie et n’est pas encore en vigueur.